# 博爾茲納河
博爾茲納河（烏克蘭語：Борзна），是烏克蘭北部的河流，屬於多奇河的支流。該河流經切爾尼希夫州的尼任區，河道全長46公里，流域面積944平方公里。